# Keller bei den Linden

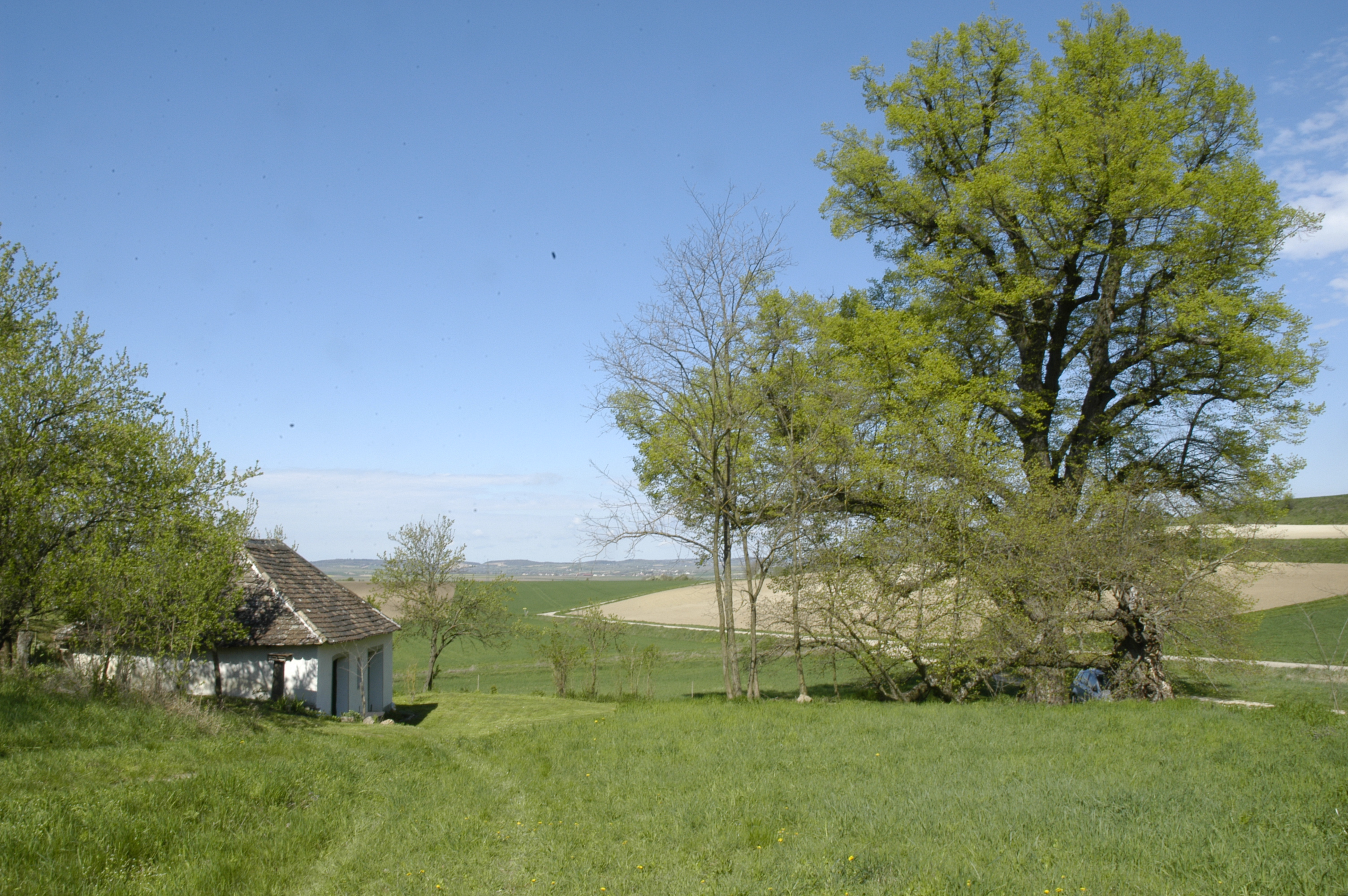
Das Naturdenkmal Winterlinde und der talseitig gelegene Keller

Als Keller bei den Linden werden zwei Presshäuser in Frauendorf (Gemeinde Sitzendorf an der Schmida) bezeichnet, die etwa einen Kilometer südöstlich des Ortes in der Nähe von zwei Linden stehen, von denen eine das Naturdenkmal HL-003 (Winterlinde) ist.
Die Keller sind locker gruppiert und ihre Anlage geht auf das 18. beziehungsweise frühe 19. Jahrhundert zurück. Sie sind Bestandteil des Kellergassen Nutzungskonzeptes der Niederösterreichischen Dorf- und Stadterneuerung.

## Beschreibung der Objekte

### Objekt 1

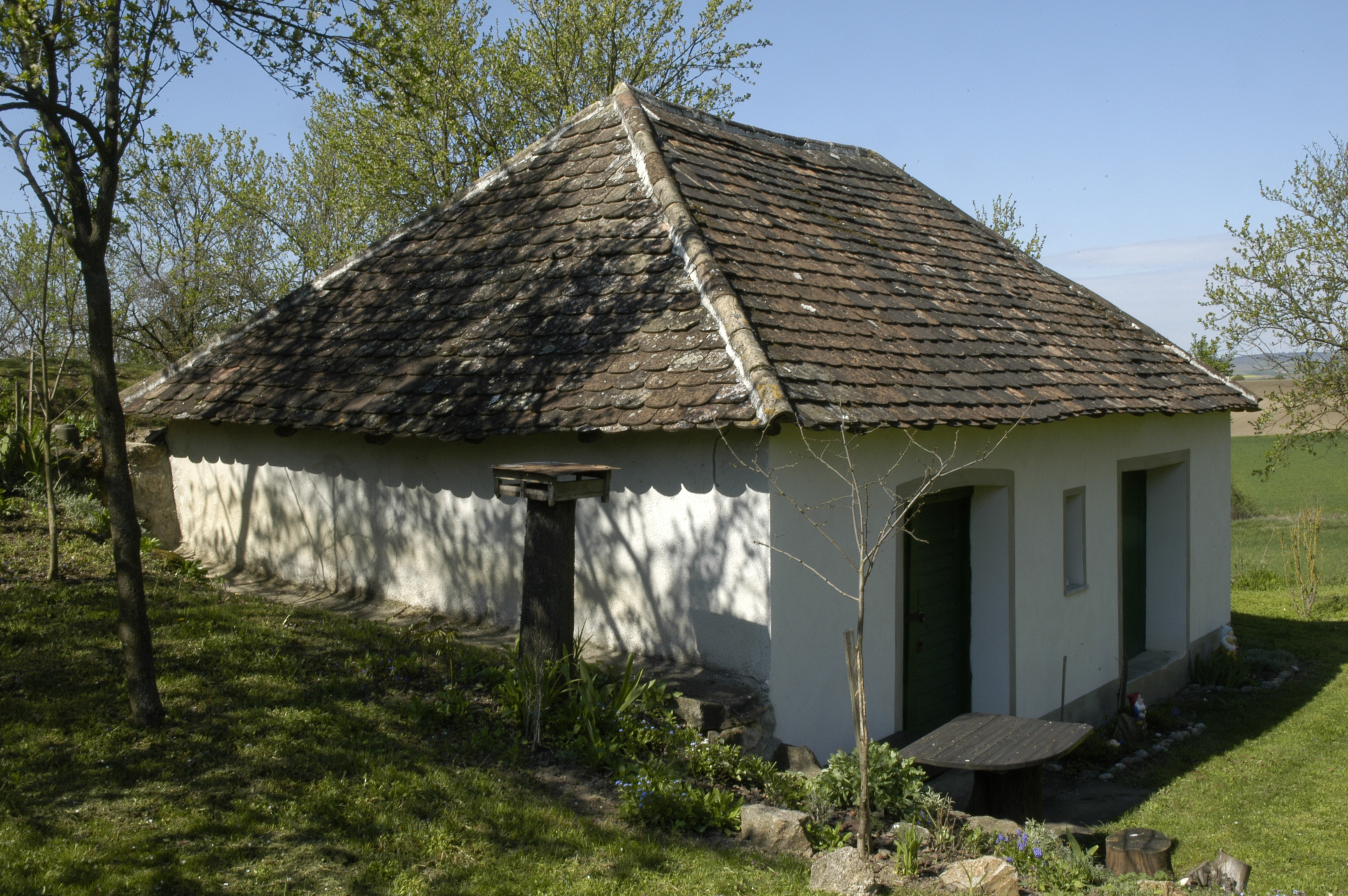
Objekt 1

Das erste talseitig gelegene Presshaus hat eine glatt verputzte Fassade mit einem Segmentbogenportal an der linken Seite, einem kleinen Rechteckfenster in der Mitte und dem rechteckigen Schoßkoar–Türl an der rechten Seite. Portal, Fenster und Schoßkoar–Türl haben eine Putzfaschenrahmung. Das Bauwerk ist mit einem Walmdach gedeckt.

### Objekt 2

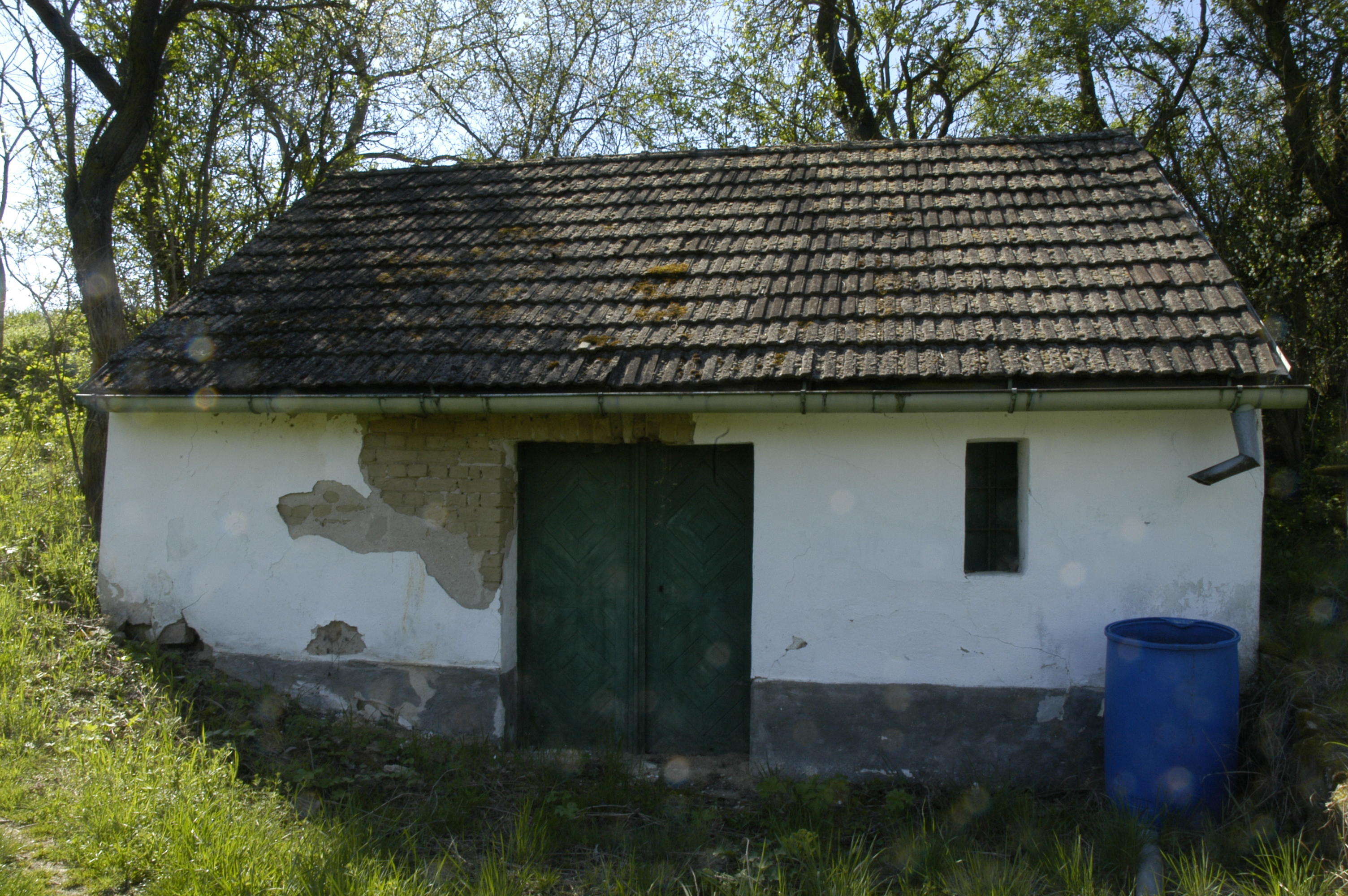
Objekt 2

Dieses Objekt steht etwa 25 Meter von Objekt 1 entfernt in südöstlicher Richtung und etwas höher auf dem Hang. Es hat eine leicht beschädigte Fassade mit einem zentralen Rechteckportal und einem kleinen länglichen Fenster rechts davon und ist mit einem Satteldach gedeckt.